# San Marco 1
Il San Marco 1 (anche noto come San Marco A) è stato il primo satellite artificiale italiano. Si trattava di un satellite di prova delle capacità di progettazione e lancio acquisite dagli ingegneri italiani, in gran parte formati dalla NASA nei primi anni sessanta al fine di poter condurre, successivamente, lanci autonomi; pertanto fu progettato per poche ricerche scientifiche sulla densità dell'aria nella ionosfera. Ha segnato l'inizio della collaborazione spaziale tra Italia e Stati Uniti.
È stato il primo dei cinque satelliti del Progetto San Marco (1962-1980). Deve il nome alla nave autosollevante offshore messa a disposizione dall'Eni come piattaforma per i lanci successivi al San Marco 1 (autonomi dalla NASA), il quale invece è stato lanciato dalla Wallops Flight Facility, in Virginia.
L'Italia è così diventato il quinto Paese a mandare in orbita un proprio satellite, dopo Unione Sovietica (1957), gli stessi USA (1958), Regno Unito e Canada (1962). Va detto che, al contrario di questi ultimi due, anche il lancio è stato gestito da italiani: il razzo era stato donato all'Italia e la base era americana, ma gestita da italiani; a schiacciare il pulsante e a governare la partenza erano stati ingegneri italiani. Ciò renderebbe l'Italia la terza nazione a lanciare autonomamente un proprio satellite.
In seguito, nei primi anni 1970, l'Italia ricambiò il favore alla NASA consentendole di lanciare i propri satelliti (Explorer 42, 45 e 48) dalla San Marco, convenientemente collocata in Kenya, presso l'Equatore.

## Storia
Concepito da Luigi Broglio, Carlo Buongiorno e Franco Fiario nel 1960, fu messo in orbita con la collaborazione statunitense nel 1964: la NASA, infatti, fornì la formazione del personale italiano, la piattaforma di lancio e il vettore Scout alla Commissione per le Ricerche Spaziali (l'Agenzia spaziale italiana sarebbe nata solo nel 1988). Alla progettazione del veicolo spaziale collaborò tra gli altri il fisico Edoardo Amaldi (uno dei Ragazzi di via Panisperna e in seguito tra i fondatori dell'European Space Research Organization, che nel 1968 avrebbe messo in orbita ESRO-2B).
Il lancio fu effettuato da personale formato dalla NASA, ma completamente italiano (ovvero, per la seconda volta nella storia spaziale, dopo Ariel 1, esterno all'agenzia statunitense). Lo scopo era effettuare un test prima dei lanci completamente autonomi.
La formazione del personale era avvenuta in tre fasi:
- Fase 1: sotto la supervisione della NASA, il team italiano familiarizza con i vettori Scout attraverso la conduzione di lanci suborbitali dall'isola di Wallops (aprile e agosto 1963);
- Fase 2: lancio del San Marco 1 attraverso uno Scout 15 (15 dicembre 1964);[4]
- Fase 3: lanci autonomi italiani (il San Marco 2 è del 1967).